# Metabiantes pumilio
Metabiantes pumilio is een hooiwagen uit de familie Biantidae.